# Jerry Pinkney
Jerry Pinkney (22 décembre 1939 - 20 octobre 2021) était un illustrateur et écrivain américain de littérature pour enfants. Pinkney a illustré plus de 100 livres depuis 1964, y compris des livres d'images, des titres de non-fiction et des romans. Les œuvres de Pinkney abordaient divers thèmes et étaient généralement réalisées à l'aquarelle.
En 1994, Pinkney a obtenu le Boston Globe-Horn Book Award pour le livre John Henry , et il a reçu cinq Coretta Scott King Awards pour l'illustration,. En 2010, il a reçu la médaille Caldecott pour son livre Le Lion et la souris. Son livre A Place to Land: Martin Luther King Jr. and the Speech that Inspired a Nation (2019), Illustré par Pinkney et écrit par Barry Wittenstein, a remporté le prix Orbis Pictus pour 2020. En 2000, Pinkney a reçu le Virginia Hamilton Literary Award de l'université d'État de Kent et, en 2004, il a reçu le médaillon de l'université du Sud du Mississippi pour ses contributions exceptionnelles dans le domaine de la littérature pour enfants. En 2016, Pinkney a reçu le Coretta Scott King - Virginia Hamilton Award.
Pinkney s'est associé au service postal des États-Unis, au service des parcs nationaux et à National Geographic pour son travail d'illustration. Ses oeuvres ont également été présentées dans de nombreuses expositions.

## Biographie

### Jeunesse
Pinkney est né à Philadelphie le 22 décembre 1939 de Williemae et James Pinkney,. Pinkney était l'enfant du milieu dans une famille de six enfants. Pinkney a eu des difficultés à l'école en raison de sa dyslexie, mais a excellé en dessin, même à l'âge de 4 ans. Pendant sa jeunesse, sa mère l'a encouragé à développer ses compétences en l'inscrivant à des cours d'art, mais le père de Pinkney ne considérait pas l'art comme une carrière durable jusqu'à ce que Pinkney grandisse.

### Carrière
Au début de son adolescence, Pinkney a travaillé dans un kiosque à journaux local, où il dessinait la vie de la ville. Le talent de Pinkney a attiré l'attention du client et dessinateur John Liney, qui a travaillé sur les bandes dessinées Henry. Liney a montré à Pinkney comment l'art pouvait être utilisé à des fins commerciales.
Pinkney a fréquenté le Murrell Dobbins Vocational High School pour ses études secondaires et a rencontré sa future épouse, Gloria Jean Pinkney, pendant cette période. Pinkney est diplômé de Murrell Dobbins en 1957 et a obtenu une bourse complète au Philadelphia Museum College of Art (aujourd'hui University of the Arts ),. Pinkney n'a fréquenté le Philadelphia College of Art que pendant quelques années, partant fonder une famille avec sa femme Gloria.
En 1960, Pinkney a commencé à travailler pour The Rust Craft Greeting Card Company à Dedham, dans le Massachusetts. Pinkney a ensuite travaillé au Barker-Black Studio, où il a illustré son premier livre d'images en collaboration avec Joyce Cooper Arkhurst intitulé The Adventures of Spider: West African Folk Tales (1964). Accompagné de deux autres artistes, il a ouvert le Kaleidoscope Studio quelques années plus tard. Pinkney a ouvert son propre studio indépendant, Jerry Pinkney Studios, en 1968.
Au cours des années 1970, Pinkney a travaillé sur une série de timbres pour le service postal des États-Unis. Au cours des années 1980, Pinkney a commencé à recevoir une reconnaissance supplémentaire pour son travail, notamment un prix Coretta Scott King pour sa collaboration avec l'auteur Patricia McKissack sur Mirandy and Brother Wind (1989). Pinkney a également collaboré avec le National Geographic Magazine  et le National Park Service sur le thème du chemin de fer clandestin.
Pinkney a également travaillé comme professeur, enseignant dans des collèges et des universités comme l'Université du Delaware, le Pratt Institute à Brooklyn (New York) et l'Université de Buffalo, à Buffalo (New York).

#### Adhésions professionnelles
- Pinkley est devenu membre de la Society of Children's Book Writers and Illustrators en 1990[25]. Il a été nommé au Conseil national des arts par le président George W. Bush en 2003[24]. En 2012, il est élu à l' Académie américaine des arts et des sciences[12].

### Vie privée

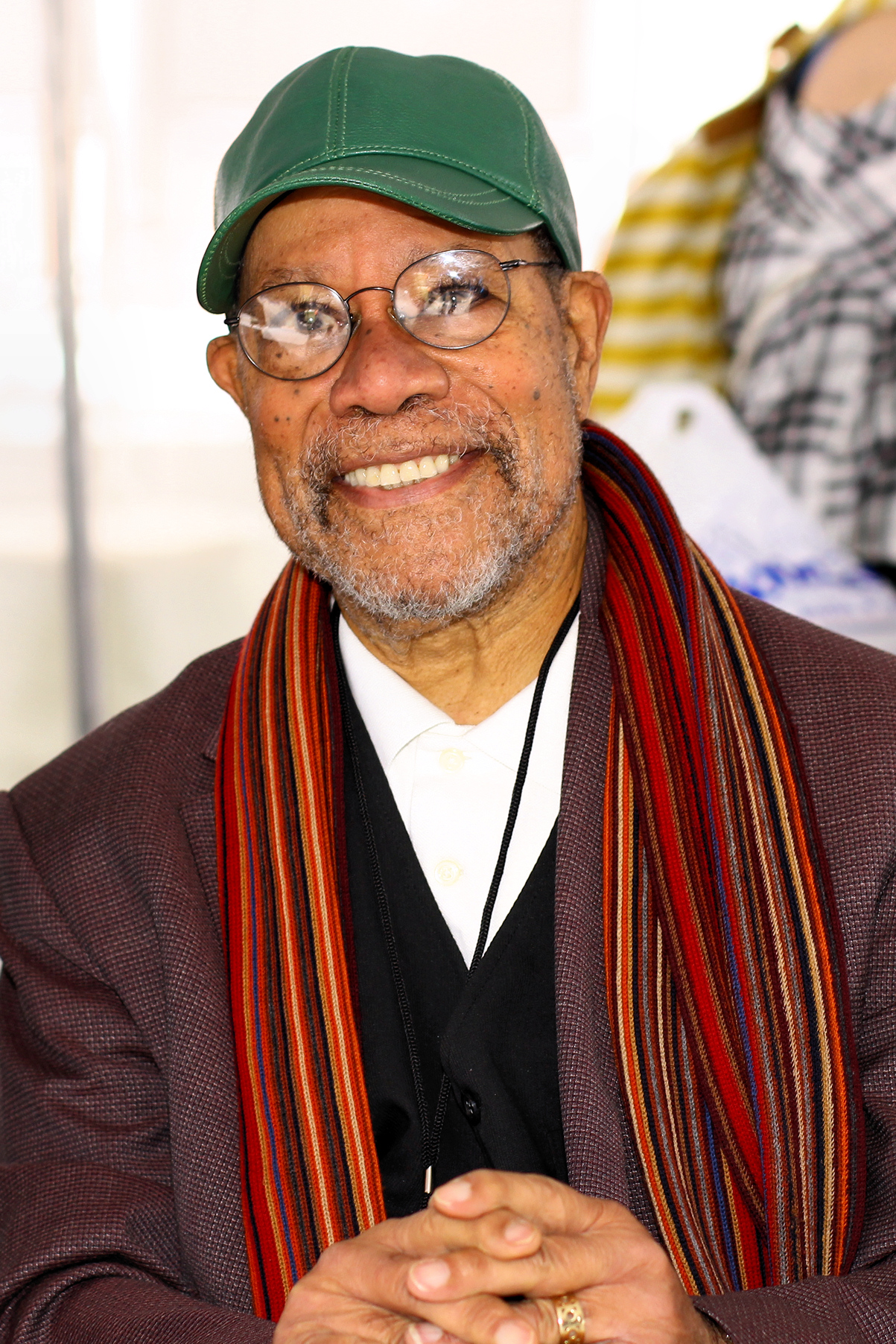
Pinkney au festival du livre deTexas en 2019.

Jerry Pinkney et Gloria Jean Pinkney ont quatre enfants : Troy, Brian, Scott et Myles. Brian Pinkney et sa femme Andrea Davis Pinkney écrivent également des livres pour enfants. Les autres enfants Pinkney, y compris les six petits-enfants de Jerry et Gloria Pinkney, font tous de l'art, ce que Gloria appelle une continuation de « la tradition Pinkney ».
Pinkney a vécu à Croton-on-Hudson à New York avec sa femme Gloria, où il travaillait dans son studio indépendant, Jerry Pinkney Studio, depuis 1971.

## Style artistique et thèmes

### Style artistique
Pinkney a commencé à dessiner au crayon  et ses premières œuvres étaient en noir et blanc. Pinkney a utilisé une combinaison d'aquarelles et de crayons pour la majorité de son travail, ainsi que d'autres matériaux. Dans une interview, il a déclaré que les aquarelles étaient son "médium de prédilection". Le "détail complexe" de Pinkney est considéré comme "rare" pour une personne qui utilise des aquarelles.

### Thèmes
Pinkney a recherché la précision des sujets de ses œuvres, tels que la tenue vestimentaire des personnages impliqués et les périodes. Pinkney a également utilisé des modèles vivants pour établir des poses de personnages. Pinkney a déclaré qu'il aimait le plus dessiner des animaux et donner à ces personnages des traits humains.
De nombreux titres de Pinkney portent sur divers thèmes et sujets, tels que l'histoire afro-américaine, et Pinkney a déclaré que ses histoires étaient un moyen pour lui de «revisiter» son enfance. Son livre récent, A Place to Land: Martin Luther King Jr and the Speech That Inspired a Nation (2019), dépeint le discours de la marche de 1963 de Martin Luther King Jr. sur Washington "I Have A Dream".
Un certain nombre d'œuvres de Pinkney racontent Aesop Fables, telles que The Grasshopper & The Ants (2015) et The Lion and the Mouse (2009).

## Travaux littéraires

### Livres pour enfants
- 1965–1969
  - Arkhurst, Joyce Cooper. The Adventures of Spider: West African Folk Tales. Illustré par Jerry Pinkney. New York: Scholastic, 1964[33].
  - Fletcher, Helen Jill. The Year Around Book. Illustré par Jerry Pinkney. New York: McGraw-Hill, 1965[34].
  - McCall, Adeline. This is Music for Kindergarten and Nursery School. Illustré par Jerry Pinkney. Boston: Allyn and Bacon, 1965[35].
  - Garshin, V. M. The Traveling Frog. Illustré par Jerry Pinkney. Translated by Marguerita Rudolph. New York: McGraw-Hill, 1966[36].
  - Sobol, Ken. A Book of Sizes & Shapes. Illustré par Jerry Pinkney. New York: McGraw-Hill, 1966[37].
  - Saleh, Harold J. Even Tiny Ants Must Sleep. Images de Jerry Pinkney. New York: McGraw-Hill, 1967[38].
  - Sobol, Ken. The Clock Museum. Illustré par Jerry Pinkney. New York: McGraw-Hill, 1967[39].
  - Spellman, John W. The Beautiful Blue Jay, and Other Tales of India. Illustré par Jerry Pinkney. Boston: Little, Brown, 1967[40].
  - Dale, Ralph Alan. Shoes, Pennies and Rockets: A Book of Singing Games. Illustré par Jerry Pinkney. New York: L. W. Singer, 1968[41].
  - Green, Lila. Folktales and Fairytales of Africa. Illustré par Jerry Pinkney. Morristown: Silver Burdett, 1968[42].
  - Traudl. Kostas the Rooster. Illustré par Jerry Pinkney. New York: Lothrop, Lee & Shepard Co., 1968[43].
  - Phillips, Irv. The Twin Witches of Fingle Fu. Illustré par Jerry Pinkney. New York: L. W. Singer, 1969[44].
  - Powell, Fern. The Porcupine and the Tiger. Illustré par Jerry Pinkney. New York: Lothrop, Lee & Sheppard Co., 1969[45].
  - Shaw, Thelma. Juano and the Wonderful Fresh Fish. Illustré par Jerry Pinkney. Reading: Addison-Wesley, 1969[46].
  - Trofimuk, Ann. Babushka and the Pig . Illustré par Jerry Pinkney. Boston: Houghton Mifflin, 1969[47].
- 1970–1979
  - Annett, Cora. Cora Annett's Homerhenry. Illustré par Jerry Pinkney. Reading: Addison-Wesley, 1970[48].
  - Jacobs, Francine. The King's Ditch: A Hawaiian Tale. Illustré par Jerry Pinkney. New York: Coward, McCann, & Geoghegan, 1971[49].
  - Arkhurst, Joyce Cooper. More Adventures of Spider: West African Folk Tales. New York: Scholastic Book Services, 1972[50].
  - Robinson, Adjai. Femi and Old Grandaddie. Illustré par Jerry Pinkney. New York: Coward, McCann & Geoghegan, 1972[51].
  - Evans, Mari. JD. Illustré par Jerry Pinkney. Garden City: Doubleday, 1973[52].
  - Freschet, Berniece. Prince Littlefoot. Illustré par Jerry Pinkney. Lexington: Ginn, 1973[53].
  - Robinson, Adjai. Kasho and the Twin Flutes. Illustré par Jerry Pinkney. New York: Coward, McCann & Geoghegan, 1973[54].
  - Mickey and Minny. Illustré par Jerry Pinkney. N.p.: Houghton Mifflin, 1973[55],[56],[57].
  - Jefferson, Margo and Elliott P. Skinner. Roots of Time: A Portrait of African Life and Culture. Garden City: Doubleday, 1974[58].
  - Wilson, Beth P. The Great Minu. Illustré par Jerry Pinkney. Chicago: Follett, 1974[59].
  - Martel, Cruz. Yagua Days. Illustré par Jerry Pinkney. New York: Dial Press, 1975[60].
  - Taylor, Mildred. Song of the Trees. Illustré par Jerry Pinkney. New York: Dial Press, [1975] 1996[61].
  - Greenfield, Eloise. Mary McLeod Bethune. Illustré par Jerry Pinkney. New York: Crowell, 1977[62].
  - Aaderma, Verna. Ji-nongo-nongo Means Riddles. Illustré par Jerry Pinkney. New York: Four Winds Press, 1978[63].
  - Green, Lila. Tales From Africa. Illustré par Jerry Pinkney. Morristown: Silver Burdett Co., 1979[64].
  - Greenfield, Eloise, Lessie Jones Little, and Pattie Ridley Jones. Childtimes: A Three-Generation Memoir. Drawings by Jerry Pinkney. New York: Crowell, 1979[65].
  - Yellow Robe, Rosebud. Tonweya and the Eagles and Other Lakota Indian Tales. Images de Jerry Pinkney. New York: Dial Press, 1979[66].
- 1980–1989
  - Hamilton, Virginia. Jahdu. Images de Jerry Pinkney. New York: Greenwillow Books, 1980[67].
  - Zaslavsky, Claudia. Count on Your Fingers African Style. Illustré par Jerry Pinkney. New York: Crowell, 1980[68].
  - Wise, William. Monster Myths of Ancient Greece. Illustré par Jerry Pinkney. New York: Putnam, 1981[69].
  - Michels, Barbara and Bettye White, eds. Apples on a Stick: The Folklore of Black Children. Illustré par Jerry Pinkney. New York: Coward-McCann, 1983[70].
  - Flournoy, Valerie. The Patchwork Quilt. Images de Jerry Pinkney. New York: Dial, 1985[71].
  - Dragonwagon, Crescent. Half a Moon and One Whole Star. Illustré par Jerry Pinkney. New York:Macmillan Publishing Company, 1986[72].
  - Buxton, Jane Heath, John Strejan, and James Diaz. Strange Animals of the Sea. Illustré par Jerry Pinkney. Washington D.C.: National Geographic Society, 1987[73].
  - Carlstrom, Nancy White. Wild Wild Sunflower Child Anna. Illustré par Jerry Pinkney. New York: Macmillan Publishing Co., 1987[74].
  - Lester, Julius. The Tales of Uncle Remus: The Adventures of Brer Rabbit. Illustré par Jerry Pinkney. New York: Dial Books, 1987[75].
  - Lester, Julius. More Tales of Uncle Remus: Further Adventures of Brer Rabbit, His Friends, Enemies and Others. Illustré par Jerry Pinkney. New York: Dial Books, 1987[76].
  - Fields, Julia. The Green Lion of Zion Street. Illustré par Jerry Pinkney. New York: McElderry Books, 1988[77].
  - McKissack, Patricia C. Mirandy and Brother Wind. Illustré par Jerry Pinkney. New York: Knopf, 1988[78].
  - Aardema, Verna. Rabbit Makes a Monkey of Lion: A Swahili Tale. Images de Jerry Pinkney. New York: Dial Books for Young Readers, 1989[79].
  - San Souci, Robert D. The Talking Eggs: A Folktale From the American South. Images de Jerry Pinkney. New York: Dial Books for Young Readers, 1989[80].
  - Singer, Marilyn. Turtle in July. Illustré par Jerry Pinkney. New York: Macmillan Publishing Co., 1989[81].
- 1990–1999
  - Dragonwagon, Crescent. Home Place. Illustré par Jerry Pinkney. New York: Macmillan Publishing Company, 1990[82].
  - Lester, Julius. Further Tales of Uncle Remus: The Misadventures of Brer Rabbit, Brer Fox, Brer Wolf, the Doodang and Other Creatures. Illustré par Jerry Pinkney. New York: Dial Books, 1990[83].
  - Marzollo, Jean. Pretend You're a Cat. Illustré par Jerry Pinkney. New York: Dial Books for Young Readers, 1990[84].
  - Adoff, Arnold. In for Winter, Out for Spring. Illustré par Jerry Pinkney. San Diego: Harcourt Brace Jovanovich, 1991[85].
  - Levitin, Sonia. The Man Who Kept His Heart in a Bucket. Images de Jerry Pinkney. New York: Dial Books for Young Readers, 1991[86].
  - Eisler, Colin T., ed. David's Songs: His Psalms and Their Story. Illustré par Jerry Pinkney. New York: Dial Books, 1992[87].
  - Hamilton, Virginia. Drylongso. Illustré par Jerry Pinkney. San Diego: Harcourt Brace Jovanovich, 1992[88].
  - Pinkney, Gloria Jean. Back Home. Illustré par Jerry Pinkney. New York: Dial Books for Young Readers, 1992[89].
  - Hurwitz, Johanna. New Shoes for Silvia. Illustré par Jerry Pinkney. New York: Morrow Junior Books, 1993[90].
  - Moss, Thylias. I Want To Be. Images de Jerry Pinkney. New York: Dial Books for Young Readers, 1993[91].
  - Willard, Nancy. A Starlit Somersault Downhill. Illustré par Jerry Pinkney. Boston; Toronto; London: Little, Brown, and Company, 1993[92].
  - Lester, Julius. John Henry. Images de Jerry Pinkney. New York: Dial Books, 1994[93].
  - Lester, Julius. The Last Tales of Uncle Remus. Illustré par Jerry Pinkney. New York: Dial, 1994[94].
  - Pinkney, Gloria Jean. The Sunday Outing. Images de Jerry Pinkney. New York: Dial Books for Young Readers, 1994[95].
  - Flournoy, Valerie. Tanya's Reunion. Images de Jerry Pinkney. New York: Dial Books for Young Readers, 1995[96].
  - Schroeder, Alan. Minty: A Story of Young Harriet Tubman. Images de Jerry Pinkney. New York: Dial Books for Young Readers, 1996[97].
  - Lester, Julius. Sam and the Tigers: A New Telling of Little Black Sambo. Images de Jerry Pinkney. New York: Dial Books for Young Readers, 1996[98].
  - Kipling, Rudyard. Rikki-Tikki-Tavi. Illustré par Jerry Pinkney. New York: Morrow Junior Books, 1997[99].
  - San Souci, Robert D. The Hired Hand: An African-American Folktale. Images de Jerry Pinkney. New York: Dial Books for Young Readers, 1997[100].
  - Lester, Julius. Black Cowboy, Wild Horses: A True Story. Images de Jerry Pinkney. New York: Dial Books, 1998[101].
  - Andersen, Hans Christian. The Little Match Girl. Adapted et Illustré par Jerry Pinkney. New York: Dial Books for Young Readers, 1999[102].
  - Andersen, Hans Christian. The Ugly Duckling. Adapted et Illustré par Jerry Pinkney. New York: Morrow Junior Books, 1999[103].
  - Goldin, Barbara Diamond. Journeys With Elijah: Eight Tales of the Prophet. Paintings by Jerry Pinkney. San Diego: Harcourt Brace, 1999[104].
  - Lester, Julius. Uncle Remus: The Complete Tales. Illustré par Jerry Pinkney. New York: Phyllis Fogelman Books, 1999[105].
- 2000–2009
  - Lester, Julius et Jerry Pinkney. Albidaro and the Mischievous Dream. New York: Phyllis Fogelman Books, 2000[106].
  - Pinkney, Jerry. Aesop's Fables. New York: SeaStar Books, 2000[107].
  - McKissack, Patricia C. et Jerry Pinkney. Goin' Someplace Special. New York: Atheneum Books for Young Readers, 2001[108].
  - Andersen, Hans Christian. The Nightingale. Adapted et Illustré par Jerry Pinkney. New York: Dial Books for Young Readers, 2002[109].
  - Pinkney, Jerry. Noah's Ark. New York: SeaStar Books, 2002[110].
  - Holiday, Billie and Arthur Herzog Jr. God Bless the Child. Illustré par Jerry Pinkney. New York:HarperCollins/Amistad, 2004[111].
  - Pinkney, Jerry. The Little Red Hen. New York: Dial Books for Young Readers, 2006[112].
  - Lester, Julius. The Old African. Illustré par Jerry Pinkney. New York: Dial Books, 2005[113].
  - Grifalconi, Ann. Ain't Nobody a Stranger to Me. Illustré par Jerry Pinkney. New York: Jump at the Sun: Hyperion Books for Children, 2007[114].
  - McKissack, Patricia C. The All-I'll-Ever-Want Christmas Doll. Illustré par Jerry Pinkney. New York: Schwartz & Wade Books, 2007[115].
  - Pinkney, Jerry. Little Red Riding Hood. New York: Little, Brown, 2007[116].
  - Aston, Dianna Hutts. The Moon Over Star. Images de Jerry Pinkney. New York: Dial Books for Young Readers, 2008[117].
  - Nelson, Marilyn. Sweethearts of Rhythm: The Story of the Greatest All-Girl Swing Band in the World. Illustré par Jerry Pinkney. New York: Dial Books, 2009[118].
  - Pinkney, Jerry. The Lion and the Mouse. New York: Little, Brown, et Co. Books for Young Readers, 2009[119]. ‡
  - ‡ Ce titre est également sorti avec un CD comprenant des bandes sonores, une note de l'auteur, et une interview en 2010[120].
- 2010–2019
  - Pinkney, Jerry. Three Little Kittens. New York: Dial Books for Young Readers, 2010[121].
  - Taylor, Jane. Twinkle, Twinkle, Little Star. Illustré par Jerry Pinkney. New York: Little, Brown, 2011[122].
  - Pinkney, Jerry. Puss in Boots. New York: Dial Books for Young Readers, 2012[123].
  - Pinkney, Jerry. The Tortoise & The Hare. New York: Little, Brown, et Company, 2013[124].
  - Pinkney, Jerry. The Grasshopper & The Ants. New York: Little, Brown, and Company, 2015[125].
  - Jackson, Richard. In Plain Sight. Illustré par Jerry Pinkney. New York: Roaring Brook Press, 2016[126].
  - Wheeler, Lisa. The Christmas Boot. Illustré par Jerry Pinkney. New York: Dial Books for Young Readers, 2016[127].
  - Pinkney, Jerry. The Three Billy Goats Gruff. New York: Little, Brown, et Company, 2017[128].
  - Brown, Margaret Wise. A Home in the Barn. Images de Jerry Pinkney. New York: Harper, an imprint of HarperCollins Publishers, 2018[129].
- 2020-2021
  - Pinkney, Jerry. The Little Mermaid. New York, Little, Brown Books for Young Readers, 2020.
  - Wells, Rosemary. The Welcome Chair. Illustré par Jerry Pinkney. New York, Simon and Schuster, 2021.

### Romans illustrés
- 1970-1979
  - Brontë, Emily . Hauteurs de Hurlevent . Illustré par Jerry Pinkney. Pennsylvanie: Franklin Library, 1975[130],[131].
  - Auchinclos, Louis . L'alliance Winthrop . Illustré par Jerry Pinkney. Pennsylvanie: Franklin Library, 1976[132].
  - Bromfield, Louis . Début de l'automne . Illustré par Jérôme Pinkney. Pennsylvanie: Franklin Library, [1927] 1977[133].
  - Rapide, Jonathan . Les Voyages de Gulliver . Illustré par Jerry Pinkney. Pennsylvanie: Franklin Library, 1977[134].
  - Updike, John . Lapin, Courez . Illustré par Jerry Pinkney. Pennsylvanie: Franklin Library, 1977[135].
  - Williams, Tennessee . Pièces sélectionnées. Illustré par Jerry Pinkney. Pennsylvanie: Franklin Library, 1977[136].
  - Fielding, Henri . L'histoire de Tom Jones, un enfant trouvé . Illustré par Jerry Pinkney. Pennsylvanie: Franklin Library, 1978[137].
  - Brooks, Van Wyck . La floraison de la Nouvelle-Angleterre, 1815–1865 . Illustré par Jerry Pinkney. Pennsylvanie: Franklin Library, 1979[138].
  - Faulkner, Guillaume . Ces Treize . Illustré par Jerry Pinkney. Pennsylvanie: Franklin Library, [1931] 1979[139].
- 1980-1989
  - Michener, James A. Le Pacte . Illustré par Jerry Pinkney. Pennsylvanie: Franklin Library, 1980[140].
  - Nabokov, Vladomir Vladimirovitch . Lolita . Illustré par Jerry Pinkney. Pennsylvanie: Franklin Library, 1981[141].
  - Updike, John . Lapin Redux . Illustré par Jerry Pinkney. Pennsylvanie: Franklin Library, 1981[142].
  - Adams, Henri . L'éducation d'Henry Adams . Croquis de Jerry Pinkney. Pennsylvanie: Franklin Library, [1918] 1982[143].
- 1990–1999
  - Hurston, Zora Neale . Une femme noire . Illustré par Jerry Pinkney. Chicago : Presses de l'Université de l'Illinois, 1991[144].
  - Kipling, Rudyard . Le livre de la jungle : les histoires de Mowgli. Illustré par Jerry Pinkney. New York : William Morrow, 1995[145].

### Pièces
- Construire des ponts : la vie et l'époque de Jerry Pinkney . 2004[18].

### Autres participations
- Création de l'illustration de la couverture de The Planet of Junior Brown de Virginia Hamilton (New York : Simon & Schuster Books for Young Readers, 1971)[146],[147].
- A fourni les illustrations pour le livret de RCA Corporation Craftmanship, A Tradition in Black America (New York: RCA, 1976)[148].
- Illustre le frontispice du livre de Mildred D. Taylor Roll of Thunder, Hear My Cry ( New York : Dial Press, 1977)[149].
- A fourni les illustrations de l'article de 1984 du magazine National Geographic de Charles L. Bronson "Escape from Slavery: The Underground Railroad"[150].
- Illustre "Silent Lobby", une histoire écrite par Mildred Pitts Walter et parue dans The Big Book For Peace (New York : EP Dutton Children's Books, 1990)[151].
- Portraits illustrés pour "The Underground Railroad Handbook" du National Park Service en 1997[22].
- Conception de la brochure de Noël de la Maison Blanche en 2001 sur le thème Home for the Holidays[152],[2].

## Récompenses et reconnaissance
Pinkney a reçu de nombreux prix pour son travail d'illustrateur au fil des ans et a été reconnu par plusieurs organisations pour ses contributions en tant qu'artiste.

### Prix
- Boston Globe-Horn Book Award
  - 1995, for Picture Book: Lester, Julius. John Henry. Images de Jerry Pinkney. New York: Dial Books, 1994[153],[1].
- Boston Globe-Horn Honor Book 
  - 1980, for Nonfiction: Greenfield, Eloise, Lessie Jones Little, and Pattie Ridley Jones. Childtimes: A Three-Generation Memoir. Drawings by Jerry Pinkney. New York: Crowell, 1979[154],[1].
  - 2010, for Picture Book: Pinkney, Jerry. The Lion et the Mouse. New York: Little, Brown, et Co. Books for Young Readers, 2009[155],[1].
- Caldecott Medal
  - 2010: Pinkney, Jerry. The Lion et the Mouse. New York: Little, Brown, et Co. Books for Young Readers, 2009[155].
- Caldecott Honor Book 
  - 1989: McKissack, Patricia C. Mirandy et Brother Wind. Illustré par Jerry Pinkney. New York: Knopf, 1988[156],[4].
  - 1990: San Souci, Robert D. The Talking Eggs: A Folktale From the American South. Images de Jerry Pinkney. New York: Dial Books for Young Readers, 1989[157],[4].
  - 1995: Lester, Julius. John Henry. Images de Jerry Pinkney. New York: Dial Books, 1994[153],[4].
  - 2000: Andersen, Hans Christian. The Ugly Duckling. Adapted et Illustré par Jerry Pinkney. New York: Morrow Junior Books, 1999[158],[4].
  - 2003: Pinkney, Jerry. Noah's Ark. New York: SeaStar Books, 2002[159],[4].
- Coretta Scott King Book Award
  - 1986, for Illustrator: Flournoy, Valerie. The Patchwork Quilt. Images de Jerry Pinkney. New York: Dial, 1985[160],[3].
  - 1987, for Illustrator: Dragonwagon, Crescent. Half a Moon et One Whole Star. Illustré par Jerry Pinkney. New York:Macmillan Publishing Company, 1986[161],[3].
  - 1989, for Illustrator: McKissack, Patricia C. Mirandy et Brother Wind. Illustré par Jerry Pinkney. New York: Knopf, 1988[156],[3].
  - 1997, for Illustrator: Schroeder, Alan. Minty: A Story of Young Harriet Tubman. Images de Jerry Pinkney. New York: Dial Books for Young Readers, 1996[162],[3].
  - 2002, for Illustrator: McKissack, Patricia C. et Jerry Pinkney. Goin' Someplace Special. New York: Atheneum Books for Young Readers, 2001[163],[3].
- Coretta Scott King Honor Award 
  - 1981, for Illustrator: Zaslavsky, Claudia. Count on Your Fingers African Style. Illustré par Jerry Pinkney. New York: Crowell, 1980[164],[3].
  - 1990, for Illustrator: San Souci, Robert D. The Talking Eggs: A Folktale From the American South. Images de Jerry Pinkney. New York: Dial Books for Young Readers, 1989[157],[3].
  - 2005, for Illustrator: Holiday, Billie et Arthur Herzog Jr. God Bless the Child. Illustré par Jerry Pinkney. New York:HarperCollins/Amistad, 2004[165],[3].
  - 2009, for Illustrator: Aston, Dianna Hutts. The Moon Over Star. Images de Jerry Pinkney. New York: Dial Books for Young Readers, 2008[166],[3].
  - 2017 for Illustrator: Jackson, Richard. In Plain Sight. Illustré par Jerry Pinkney. New York: Roaring Brook Press, 2016[167],[3].
- Coretta Scott King-Virginia Hamilton Award
  - 2016, for Lifetime Achievement[168].
- Laura Ingalls Wilder Award
  - 2016: For American authors or illustrators who have contributed "significantly" to children's literature[169].
- New York Times/New York Public Library Best Illustrated Children's Books Award 
  - 1989: Singer, Marilyn. Turtle in July. Illustré par Jerry Pinkney. New York: Macmillan Publishing Co., 1989[170],[171].
  - 1994: Pinkney, Gloria Jean. The Sunday Outing. Images de Jerry Pinkney. New York: Dial Books for Young Readers, 1994[172],[173].
  - 1997: San Souci, Robert D. The Hired Hand: An African-American Folktale. Images de Jerry Pinkney. New York: Dial Books for Young Readers, 1997[174],[175].
  - 2006: Pinkney, Jerry. The Little Red Hen. New York: Dial Books for Young Readers, 2006[176],[10].
- Phoenix Picture Book Award
  - 2016, Honor Book: Lester, Julius. Sam and the Tigers: A New Telling of Little Black Sambo. Images de Jerry Pinkney. New York: Dial Books for Young Readers, 1996[177],[178].
- 2005 Regina Medal by the Catholic Library Association.
- Society of Illustrators
  - 2006: The Original Art Lifetime Achievement Award[179]
  - Received four Gold medals[23]
  - Received four Silver medals[23]

### Reconnaissance
- En 1997, Pinkney a été nommé pour le prix biennal 1998 Hans Christian Andersen, considéré comme le « prix Nobel de littérature pour enfants »[180].
- En 2000, la Kent State University a décerné à Pinkney le Virginia Hamilton Literary Award, qui honore les créateurs de «littérature multiculturelle» pour les jeunes[181],[182].
- En 2004, Pinkney a reçu le médaillon de l'université du Sud du Mississippi pour ses contributions à la littérature pour enfants[183].
- En 2011, la New York Society of Illustrators a intronisé Pinkney au Temple de la renommée de l'organisation pour les réalisations et les contributions de Pinkney en tant qu'artiste[184].
- En 2013, Pinkney a reçu le Distinguished Arts Award dans le cadre des Pennsylvania Governor's Awards for the Arts[185].
- En 2016, la ville de Philadelphie a nommé le 19 juillet "Jerry Pinkney Day" pour honorer les réalisations de Pinkney[186].
- En 2016, le Norman Rockwell Museum a nommé Pinkney leur artiste lauréat pour ses réalisations en tant qu'illustrateur[187].
- En 2016, Pinkney a été nommé pour le prix Hans Christian Andersen pour 2018[188].

## Expositions d'art
- 1994, automne : présenté à la Richard C. von Hess Illustration Gallery de l' Université des Arts de Philadelphie[189].
- 2000 : Jerry Pinkney/ Brian Pinkney : Father & Son, hébergé par le National Center for Children's Illustrated Literature au Texas[190].
- 2008, Automne/Hiver : présenté à la Richard C. von Hess Illustration Gallery de l' Université des Arts de Philadelphie[189].
- 2010 : Le voyage afro-américain vers la liberté de Jerry Pinkney, présenté au Schomburg Center for Research in Black Culture[191].
- 2012 : Witness : The Art of Jerry Pinkney, organisé par le Hudson River Museum à Yonkers, New York[12].
- 2013 : Drawing on the Reverse Side: The Art and Life of Jerry Pinkney, présenté par la Free Library of Philadelphia[192].
- 2016 : Jerry Pinkney : Imaginings/An Artist's Explorations of Images and Words, présenté par le Norman Rockwell Museum[187].
- 2017 : The Storybook Magic of Jerry Pinkney, exposé par le Woodmere Art Museum de Philadelphie[193].
- 2019: Freedom's Journal: The Art of Jerry Pinkney, présenté par le Woodmere Art Museum de Philadelphie[150].